# 6870 Полдевіс
6870 Полдевіс (6870 Pauldavies) — астероїд головного поясу. Відкритий 28 липня 1992 року Робертом Макнотом. Названий на честь британського фізика-теоретика, космолога, астробіолога, письменника й популяризатора науки Пола Девіса.
Тіссеранів параметр щодо Юпітера — 3,797.